# Marc Juvenci Talna
Marc Juvenci Talna (en llatí Manius o Marcus Juventius L. F. T. N. Thalna) va ser un magistrat romà que va viure al segle ii aC. Formava part de la gens Juvència, una gens romana originària de Tusculum.
Va ser tribú de la plebs l'any 170 aC junt amb Gneu Aufidi i va acusar davant del poble al pretor Gai Lucreci Gal per la seva conducta opressiva a Grècia.
Va ser pretor l'any 167 aC i va obtenir la jurisdicció peregrina. Va proposar al poble, sense consultar al senat, que es declarés la guerra a Rodes, de la qual esperava obtenir-ne el comandament. A la proposta s'hi van oposar fermament els tribuns Marc Antoni i Marc Pomponi.
Va ser elegit cònsol l'any 163 aC amb Tiberi Semproni Grac i va fer la guerra a Còrsega, on va sotmetre els illencs. El senat li va concedir una "donada de gràcies". Va tenir tanta alegria quan se li va comunicar, que va anar a oferir un sacrifici i va morir d'un atac de cor allí mateix.